# 1107 هـ
 ألف ومئة وسبعة 1107 هـ هي سنة في التقويم الهجري امتدت مقابلةً في التقويم الميلادي بين سنتي 1695 و1696.

## مواليد
- يوسف البحراني.
- كريستيان هوغنس.
- حسين باشا الجليلي

## وفيات
- فتح الله بن موسى العمري
- هاشم البحراني
- هاشم التوبلاني.